# Leuchtwinkel
In der Fotografie steht der Leuchtwinkel eines Blitzgerätes für die maximale Objektivbrennweite, bei der das von der Kamera aufgenommene Bild noch vollständig ausgeleuchtet werden kann. Hierbei wird zumeist die kleinbild-äquivalente Angabe in Millimeter gemacht. Typischerweise verfügen Blitzgeräte über einen Leuchtwinkel, der maximal 28 mm Weitwinkel entspricht. 
Während bei traditionellen Blitzgeräten der Leuchtwinkel fest ist und allenfalls durch Vorsätze wie Streulinsen oder Softbags vergrößert werden kann, verfügen einige moderne Blitzgeräte über automatisch verstellbare Zoomreflektoren, welche sich der aktuellen Objektivbrennweite anpassen und somit eine optimale Lichtausbeute ermöglichen.